# Wilfred Bion

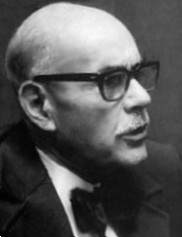
Wilfred R. Bion

Wilfred Ruprecht Bion (* 8. September 1897 in Mathura (Muttra), Indien; † 8. November 1979 in Oxford, England) war ein britischer Psychoanalytiker. Er war maßgebend an der Entwicklung der Gruppenanalyse beteiligt und leistete wichtige Beiträge zum Verständnis schizophrener Denkprozesse und ihrer Behandlung. Er war stark von Melanie Klein und deren theoretischen, psychoanalytischen Theorie beeinflusst.

## Leben

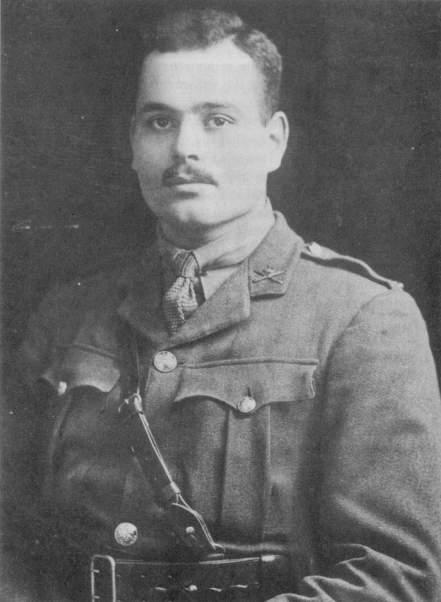
Bion als Weltkriegssoldat 1916

Bion wurde in Indien als Sohn eines britischen Bewässerungsingenieurs geboren. Er entstammte einer religiösen Hugenottenfamilie, die als Missionare nach Indien ausgewandert waren. Im Alter von acht Jahren kam er in ein englisches Internat, woraufhin er nie mehr nach Indien zurückkehrte. Im Ersten Weltkrieg war er in einer Panzereinheit eingesetzt, von der nach einem Angriff, gegen den er sich nach Kräften eingesetzt hatte, nur die Besatzung seines eigenen Panzers lebend zurückkehrte – er wurde für diesen Angriff ausgezeichnet. Nach dem Krieg studierte er in Oxford Geschichte und erwies sich als hervorragender Schwimmer und Rugbyspieler. Nach kurzer Unterrichtstätigkeit schloss er ein Medizinstudium in London an. Bion studierte u. a. bei dem Gehirnchirurgen Wilfred Trotter, dessen Werk Instincts of the Herd in Peace and War (1916) ihn beeinflusste.
1932 begann er in der Tavistock Clinic in London zu arbeiten, die 1920 als karitative Einrichtung zur Behandlung vom Krieg traumatisierter Soldaten gegründet worden war. Er behandelte dort u. a. Samuel Beckett. 1938 begann er eine erste Lehranalyse bei John Rickman, die durch den Ausbruch des Zweiten Weltkrieges unterbrochen wurde. Rickman und Bion arbeiteten nun zusammen am Hollymoor Hospital, einem psychiatrischen Militärkrankenhaus in Northfield. Bion entwickelte ein Gruppenexperiment, um die Befähigung der Teilnehmer für einen Offiziersrang festzustellen, das bis heute weltweit erfolgreich angewandt wird. Gleichzeitig sammelte er Erfahrungen bei der gruppentherapeutischen Behandlung traumatisierter Soldaten, aber dieses Projekt wurde nach kurzer Zeit gestoppt.
Bion hatte vor dem Krieg geheiratet. Als seine Frau kurz nach der Geburt einer Tochter starb, wurde er aus dem Militärdienst entlassen, um für das Kind sorgen zu können. Nach dem Krieg kehrte er an die Tavistock Clinic zurück und wurde Mitglied des Planungskomitees, das das Tavistock Institute of Human Relations organisierte, eine wichtige Einrichtung des britischen Gesundheitssystems. Von 1946 bis 1952 unternahm er eine Lehranalyse bei Melanie Klein. Von 1948 bis 1951 verfasste er mehrere grundlegende Aufsätze zur Gruppentherapie, die 1961 unter dem Titel Experiences in Groups als Buch erschienen. Zur selben Zeit lernte er seine zweite Frau Francesca kennen.
Sowohl bei der Darstellung von Gruppenprozessen als auch in seinen späteren Arbeiten, die sich mit dem Denken des Einzelnen und mit der Interaktion von Analytiker und Klient in der therapeutischen Sitzung befassen, hebt Bion die Rolle von psychotischen Prozessen hervor, die ihm zufolge allgegenwärtig sind. In den 1960er Jahren entwickelte er in drei Büchern (Learning from Experience, Elements of Psycho-Analysis, Transformations) eine Theorie des Denkens, bei der er von einem Raster ausgeht, das die Denkprozesse nach dem Ausmaß ihrer Integration und ihrer Handlungsorientierung kategorisiert. Die Darstellungsweise ist dabei so gewählt, dass der Leser den Integrationsprozess selbst vollziehen muss und allen Hindernissen unmittelbar ausgesetzt wird, ohne Gewähr, dass er letztendlich zum Verständnis durchdringt. Wichtige vorbereitende Aufsätze zu dieser Theorie des Denkens, die auch leichter zugänglich sind, veröffentlichte Bion mit einem aktuellen Kommentar 1967 als Second Thoughts.
Von 1962 bis 1965 war Bion Präsident der British Psychoanalytical Society. Von 1968 bis 1979 lebte er in Los Angeles, wo sein Spätwerk entstand. Von der eher mathematisierenden Sprache, die er in den Schriften der 1960er Jahre entwickelt hatte, kehrte er sich nun gänzlich ab, um „einer Stimme aus dem Inneren des Unbewussten so nahe wie möglich zu kommen“ (Robert M. Young). Die drei Bände von A Memoir of the Future, in den 1970er Jahren entstanden, gelten als außerordentlich schwierig und unzugänglich.
Bei seiner Rückkehr nach Oxford 1979 plante Bion mit seinem Freund Donald Meltzer eine eigene psychoanalytische Ausbildung einzurichten. Zwei Monate darauf starb er.

## Theorie des Denkens
Aus der psychoanalytischen Theorie Melanie Kleins übernimmt Bion die Vorstellung, dass der Säugling die Frustration über die Abwesenheit der guten mütterlichen Brust als Anwesenheit einer bösen Brust erlebt. Der Säugling verbindet damit die Vorstellung von verfolgenden Objekten, die er ausscheiden und von sich fernhalten muss.
Das Erleben des psychotischen Patienten ist nach Bions Auffassung geprägt von solchen verfolgenden Objekten, die sich Erfahrungen unerträglicher Frustration verdanken. Dabei wirkt die Spirale von Heftigkeit der Ausstoßung und erlebter Verfolgung und Bedrohung, die der eigenen Heftigkeit entspricht, selbstverstärkend und erzeugt Ängste vor völliger Desintegration und Vernichtung.
Bion nennt die nicht assimilierten, ausgestoßenen und verfolgenden Objekte, die für ihn auch die ersten Elemente des Denkens sind, Beta-Elemente. Sie sind in der Lebenswirklichkeit eines jeden vorhanden, sie manifestieren sich auch regelmäßig in Gruppenprozessen, wenn diese zur Spaltung und zur gewaltsamen Ausstoßung von Mitgliedern tendieren. Beta-Elemente werden über projektive Identifikation in die Psyche einer anderen Person ausgeschieden.  
Durch ein träumerisches Aufnehmen der Unlustbekundungen des Säuglings bzw. dessen projektiver Identifikationen – Bion spricht von rêverie –  kann die Mutter oder Bezugsperson diesem dazu verhelfen, die unerträgliche Erfahrung für sich allmählich in eine erträgliche zu verwandeln. Eine ähnliche Aufgabe stellt sich dem Analytiker in der Behandlungssituation, der durch sein Verständnis für die beim Patienten wirksamen Mechanismen diesem dazu verhilft, sie auch selbst als die seinen anzunehmen und zu ertragen. Die Transformation der früheren Beta-Elemente geschieht mittels der Alpha-Funktion der Mutter oder des Analytikers, sodass dann dem Denken und Erleben erträgliche und verfügbare Alpha-Elemente entstehen.
Für diese Funktion des Aufnehmens und „Verwandelns“ unerträglicher seelischer Inhalte in erträgliche verwendet Bion den Begriff des Containing, der in der Schule Melanie Kleins für das Verständnis der Vorgänge bei der psychotherapeutischen Behandlung zentral wurde.
Bion ist es wichtig, dass der Patient vom Analytiker jeweils mit seiner Suche nach seiner eigenen Wahrheit wahrgenommen wird. Dazu hält er es für erforderlich, dass der Analytiker sogar sein Vorwissen über den Patienten „vergisst“, um sich in jeder Stunde neu auf die Situation und die Begegnung einlassen zu können.
Dem Bemühen um Integration, das zu einer lebendigen Erfahrung und zu symbolischem Denken in einem strengen Sinn führt, stehen von Seiten eines jeden auch gegenteilige Antriebe gegenüber, ein Teil des psychischen Apparats, der Angriffe auf Beziehungen unternimmt: der in der Therapiesituation die Fähigkeit des Analytikers zu verstehen attackiert, aber auch in jedem Einzelfall die Fähigkeit kohärent zu denken. Im größeren Rahmen sind es diese Angriffe, die eine Gruppenkohäsion zu sprengen und eine Aufteilung in „gute“ und „böse“ Teile herzustellen versuchen.
Statt des Angriffs kann auch ein Rückzug auf eine Position des Nicht-Wissen-Wollens erfolgen (in Bions Terminologie minus K, von K = knowledge), wenn das in einer Situation erforderliche Wissen als zu bedrohlich erscheint. Bion interpretiert Sophokles’ Drama König Ödipus so, dass der Seher Teiresias Ödipus dazu drängt, seine Geschichte nicht wissen zu wollen, weil er andernfalls die Folgen voraussieht. Ödipus’ Wissbegierde (die Funktion K) setzt sich aber durch.
Die „integrierten“, mit einer positiven bzw. erträglichen Erfahrung verbundenen Denkobjekte nennt Bion Alpha-Elemente. An diese erste Integration von Erfahrungen schließen sich weitere an, die Bion in seinen Büchern der 1960er Jahre in einem Raster systematisiert hat.

## Werke
Deutsche Ausgaben:
- Erfahrungen in Gruppen und andere Schriften, Übers. H. O. Rieble, Stuttgart: Klett-Cotta, 3. Aufl. 2001, ISBN 3-608-94310-2
- Lernen durch Erfahrung, Übers. Erika Krejci, Frankfurt am Main: Suhrkamp 1992, ISBN 3-518-29358-3
- Elemente der Psychoanalyse, Übers. Erika Krejci, Frankfurt am Main Suhrkamp 1992, ISBN 3-518-29358-3
- Transformationen, Übers. Erika Krejci, Frankfurt am Main: Suhrkamp 1997, ISBN 3-518-58238-0
- Aufmerksamkeit und Deutung, Übers. Elisabeth Vorspohl, Tübingen: Edition Diskord, 2006, ISBN 3-89295-765-7
- Die Tavistock-Seminare, Tübingen: Edition Diskord, 2007, ISBN 978-3-89295-777-5
- Die italienischen Seminare, Tübingen: Edition Diskord, 2007, ISBN 978-3-89295-778-2
- Elizabeth Bott Spillius (Hg.): Melanie Klein heute. Entwicklungen in Theorie und Praxis, Bd. 1: Beiträge zur Theorie, Bd. 2: Anwendungen, Übers. Elisabeth Vorspohl, Stuttgart, 3. Aufl. 2002. Darin sind von Bion enthalten:
  - Zur Unterscheidung von psychotischen und nicht-psychotischen Persönlichkeiten, in Bd. 1, S. 75–99
  - Angriffe auf Verbindungen, in Bd. 1, S. 110–129
  - Eine Theorie des Denkens, in Bd. 1, S. 225–235
  - Anmerkungen zu Erinnerung und Wunsch, in Bd. 2, S. 22–28

Englische Texte:
- The War of Nerves, in: Miller und Crichton-Miller (Hg.), The Neuroses in War, London 1940, S. 180–200
- Intra-Group Tensions in Therapy, in: Lancet 2 (1943), auch in: Experiences in Groups, London 1961
- Leaderless Group Project, in: Bulletin of the Menninger Clinic 10 (1946), S. 77–81.
- Psychiatry in a Time of Crisis, in: British Journal of Medical Psychology 21 (1948)
- Experiences in Groups, in: Human Relations, 4 Bde., 1948–1951, auch in: Experiences in Groups, London 1961
- The Imaginary Twin, Read to the British Psychoanalytical Society, Nov. 1, 1950, in: Second Thoughts, London 1967
- Group Dynamics: a Review, in: International Journal of Psycho-Analysis 33 (1952), auch in: M. Klein, P. Heimann und R. Money-Kyrle (Hg.): New Directions in Psychoanalysis, London, 1955, S. 440–477, auch in: Experiences in Groups, London 1961
- Notes on the Theory of Schizophrenia. Read in the Symposium "The Psychology of Schizophrenia" at the 18th International Psycho-Analytical Congress, London, 1953, in: International Journal of Psycho-Analysis 35 (1954), auch in: Second Thoughts, London 1967
- The Development of Schizophrenic Thought, in: International Journal of Psycho-Analysis 37 (1956), auch in: Second Thoughts, London 1967
- Language and the Schizophrenic, in: M. Klein, P. Heimann und R. Money-Kyrle (Hg.): New Directions in Psychoanalysis, London 1955, S. 220–239
- The Differentiation of the Psychotic from the Non-Psychotic Personalities, in: International Journal of Psycho-Analysis 38 (1957), auch in: Second Thoughts, London 1967
- On Arrogance, 20th International Congress of Psycho-Analysis, Paris (1957), in: Second Thoughts, London 1967
- On Hallucination, in: International Journal of Psycho-Analysis 39 (1958), auch in: Second Thoughts, London 1967
- Attacks on Linking, in: International Journal of Psycho-Analysis 40 (1959), auch in: Second Thoughts, London 1967
- Experiences in Groups, London 1961
- A Theory of Thinking, in: International Journal of Psycho-Analysis 43 (1962), auch in: Second Thoughts, London 1967
- Learning from Experience, London 1961
- Elements of Psycho-Analysis, London 1963
- Transformations, London 1965
- Catastrophic Change, Bulletin of The British Psychoanalytical Society 1966, Nr. 5
- Second Thoughts, London 1967
- Notes on Memory and Desire, in: Psycho-Analytic Forum Bd. 2 (1967) Nr. 3, S. 271–280, auch in: E. Bott Spillius (Hg.): Melanie Klein Today Bd. 2: Mainly Practice, London 1988, S. 17–21
- Attention and Interpretation, London 1970
- Bion's Brazilian Lectures 1, Rio de Janeiro 1973, auch in 1 Bd. London 1990
- Bion's Brazilian Lectures 2, Rio de Janeiro 1974, auch in 1 Bd. London 1990
- A Memoir of the Future, Book 1: The Dream, Rio de Janeiro 1975, Bde. 1 – 3 mit The Key in 1 Bd. London 1991
- Evidence, in: Bulletin of the British Psycho-Analytical Society Nr. 8 (1976), auch in: Clinical Seminars and Four Papers, Abingdon 1987
- Interview with A. G. Banet jr., in: Group and Organisation Studies 1 (1976) Nr. 3, S. 268–285
- A Memoir of the Future, Book 2: The Past Presented, Rio de Janeiro 1977 (s. Bd. 1)
- Two Papers: The Grid and Caesura, Rio de Janeiro 1977, auch London 1989
- On a Quotation from Freud, in: Borderline Personality Disorders, New York 1977, auch in: Clinical Seminars and Four Papers, Abingdon 1987
- Emotional Turbulence, in: Borderline Personality Disorders, New York 1977, auch in: Clinical Seminars and Four Papers, Abingdon 1987
- Four Discussions with W. R. Bion, Perthshire 1978, auch in: Clinical Seminars and Other Works, London 1994
- Making the Best of a Bad Job, in: Bulletin of the British Psycho-Analytical Society, Feb. 1979, auch in: Clinical Seminars and Four Papers, Abingdon 1987
- A Memoir of the Future, Book 3: The Dawn of Oblivion, Rio de Janeiro 1979 (s. Bd. 1)
- Bion in New York and São Paulo, Hg. Francesca Bion, Perthshire 1980
- A Key to A Memoir of the Future, Hg. Francesca Bion, Perthshire 1981 (s. Bd. 1)
- The Long Weekend: 1897-1919 (Part of a Life), Hg. Francesca Bion, Abingdon 1982
- All My Sins Remembered (Another Part of a Life) and The Other Side of Genius: Family Letters, Hg. Francesca Bion, Abingdon 1985
- Seminari Italiani, Hg. Francesca Bion, Rom 1985
- Clinical Seminars and Four Papers, Hg. Francesca Bion, Abingdon 1987
- Cogitations, Hg. Francesca Bion, London 1992
- Taming Wild Thoughts, Hg. Francesca Bion, London 1997
- War memoirs 1917 - 1919, Hg. Francesca Bion, London 1997
- Seminar Held in Paris, July 10th 1978, aufgezeichnet von Francesca Bion

## Sekundärliteratur
- Gérard Bléandonu: Wilfred Bion: His Life and Works, 1897 - 1979, London: Free Association Books, 1994. - XII, 303 S. ISBN 1-85343-330-6
- Tim Darmstädter, Ursprünge des Psychischen: Wilfred R. Bions Formulierungen einer psychoanalytischen Erkenntnistheorie, Tübingen: Edition diskord, 2001
- León Grinberg, Dario Sor, Elizabeth Tabak DeBianchedi: W. R. Bion: eine Einführung, Stuttgart-Bad Cannstatt: Frommann-Holzboog, 1993
- Robert D. Hinshelwood: Wörterbuch der kleinianischen Psychoanalyse, Stuttgart: Klett-Cotta, 2. Aufl. 2004
- Ursula Engel, Lilli Gast, Josef Bernd Gutmann (Hrsg.): Bion. Aspekte der Rezeption in Deutschland. Edition diskord: Tübingen, 2000
- Donald Meltzer: Studien zur erweiterten Metapsychologie. Bions Denken in der klinischen Praxis, Reihe Veröffentl. des Klein-Seminars Salzburg, Bd. 13, Frankfurt am Main: Brandes & Apsel, 2009
- Symington J, Symington N: The clinical thinking of Wilfred Bion. Hove/Philadelphia: Brunner-Routledge
- Wolfgang Wiedemann, Wilfred Bion. Biografie, Theorie und klinische Praxis des Mystikers der Psychoanalyse, Gießen: Psychosozial, 2007

## Medien
- Cécile Loetz, Jakob Müller: Wilfred Bion – Träumen als schöpferisches Denken. In: Rätsel des Unbewußten. Podcast zur Psychoanalyse und Psychotherapie (Folge 30).